# Cầu Wittelsbach

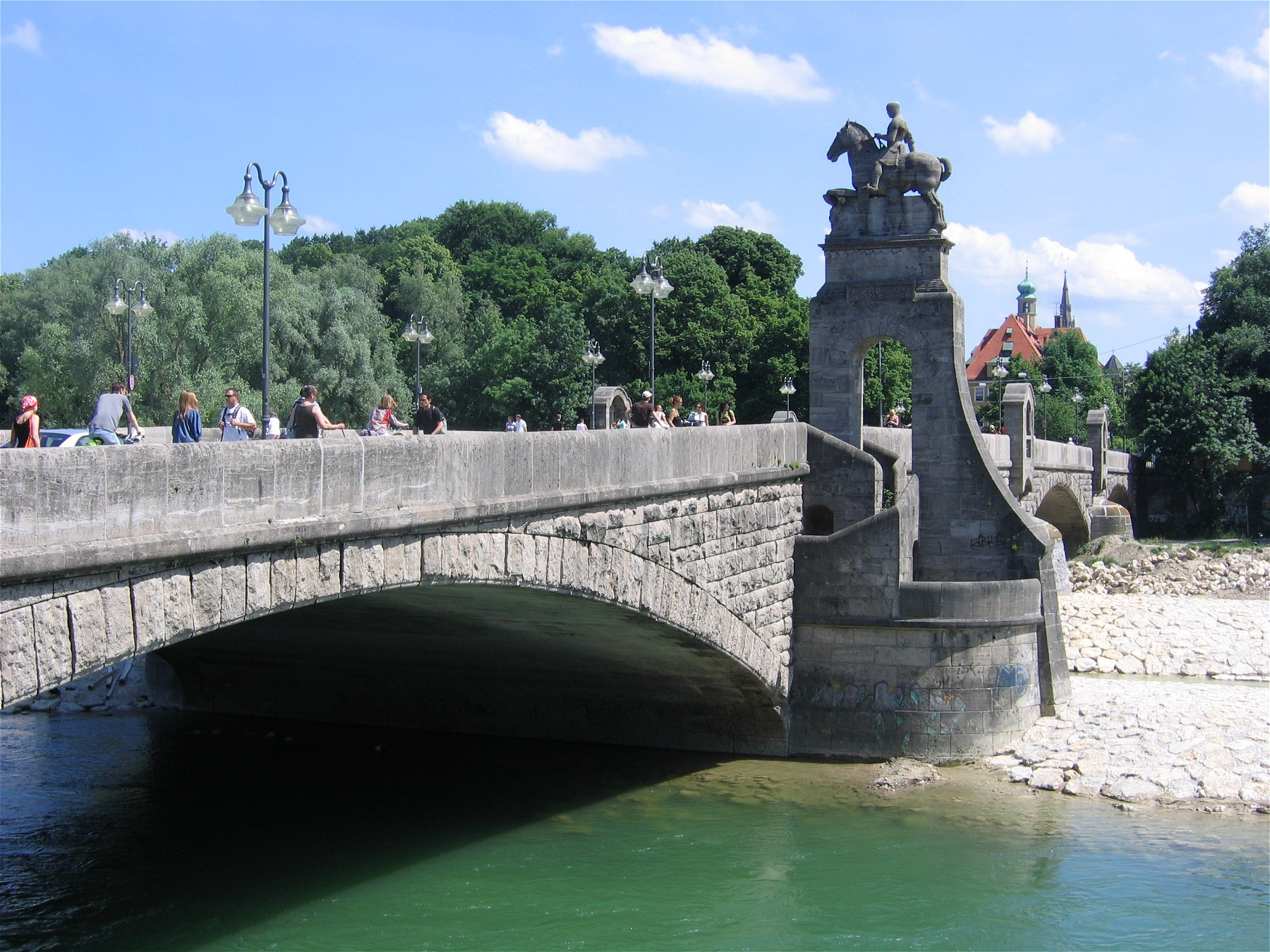
Wittelsbacherbrücke nhìn từ bờ Tây

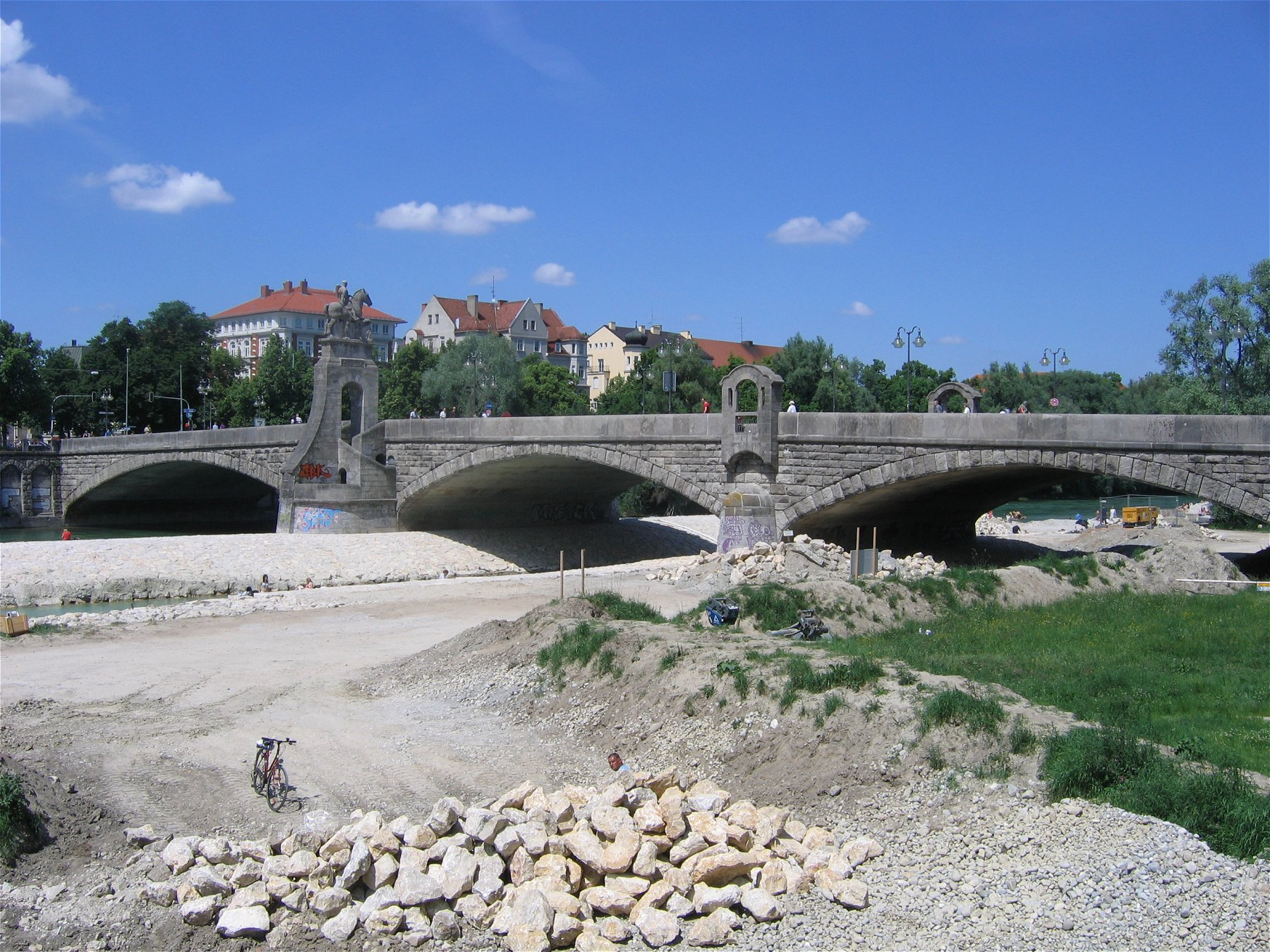
Wittelsbacherbrücke, được thiên nhiên hóa vào năm 2008

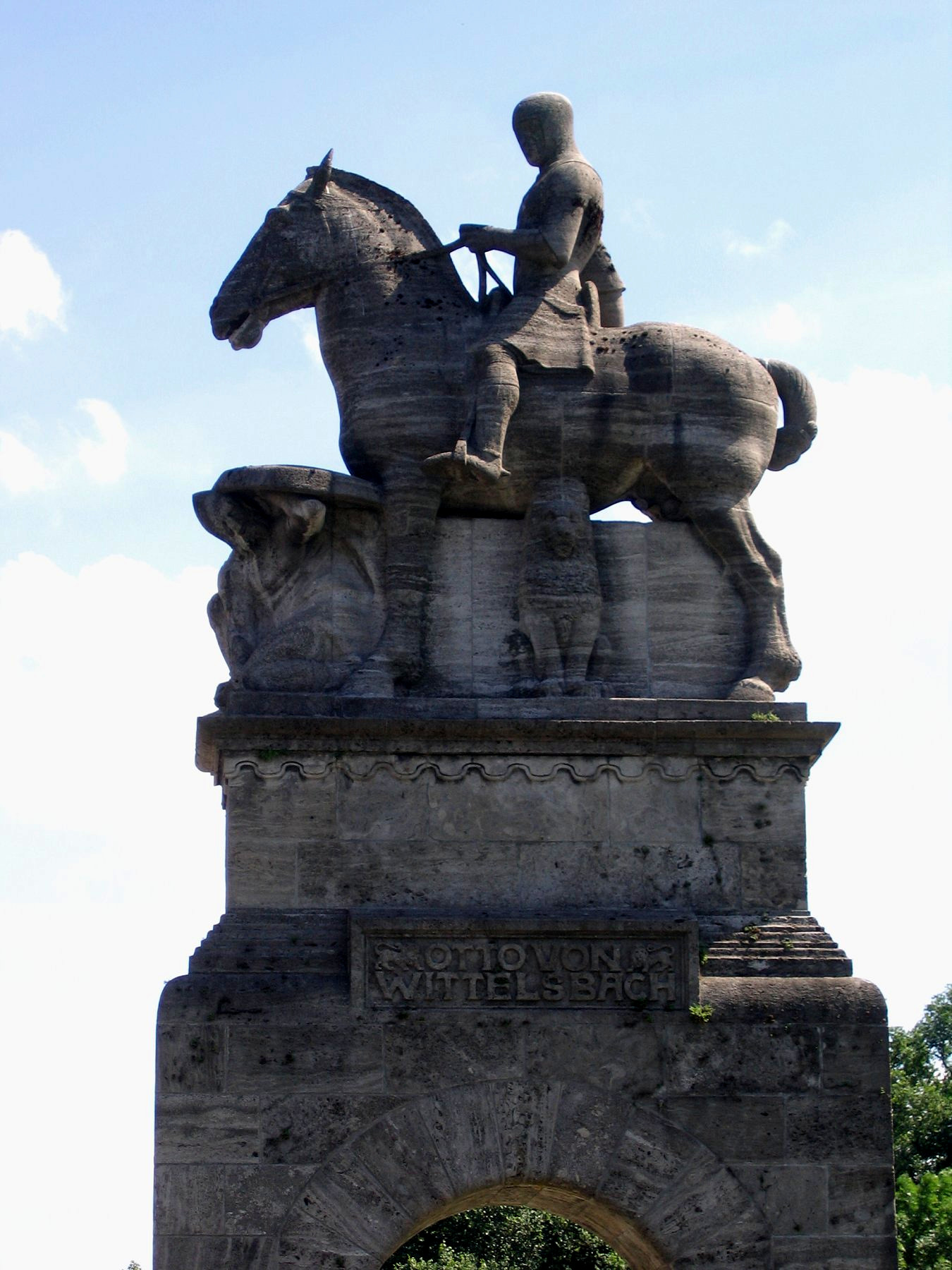
Tượng Ottos I. cưỡi ngựa, dựng 1905 do Georg Wrba

Wittelsbacherbrücke, được đặt tên theo dòng họ vua chúa Wittelsbach, là một cầu vòm bắc ngang qua sông Isar tại München.

## Vị trí
Wittelsbacherbrücke nối Isarvorstadt bên trái sông Isar với khu vực Au và Untergiesing bên phải sông Isar.

## Lịch sử
Cầu gỗ mà được sử dụng để xây cầu đường sắt Braunauer, sau khi xây xong vào năm 1871, được dùng tạm thời để bắc ngang qua sông Isar tại đây. Năm 1875 nó được thay thế bởi một cầu giàn bằng sắt. Theo chương trình xây cầu được đề nghị bởi hãng Sager & Woerner năm 1904 một cầu bê tông được dựng lên. Về khía cạnh kỹ thuật thì cầu Wittelsbacher  được phỏng theo cầu Reichenbach. Cầu giàn bằng sắt trước đó được chuyển về Thalkirchen.

## Kỹ thuật
4 vòng cầu thấp bằng bê tông với chiều dài 44 m, 28 m, 27 m und 26 m bắc ngang qua sông. Vòng cầu dài nhất bắc qua mặt sông bình thường. 3 vòng cầu còn lại bắc qua cả khi mực nước dâng cao. Cả bốn vòng cầu được bọc bằng đá vôi khảm vỏ sò.

## Tượng
Người cưỡi ngựa trong tượng là ông Otto von Wittelsbach được hoàn thành bởi Georg Wrba. Phần dưới của tượng là cột cầu, có thang bắc xuống bờ sông.

## Sách báo
- Christine Rädlinger, Baureferat der Landeshauptstadt München (Hrsg.): Geschichte der Münchner Brücken. Franz Schiermeier Verlag, München 2008, ISBN 978-3-9811425-2-5 (Brücken bauen von der Stadtgründung bis heute).
- Christoph Hackelsberger: München und seine Isarbrücken. Hugendubel Heinrich GmbH, München 1985, ISBN 978-3-8803410-7-4.